# Ateshgah de Bakú
El Ateshgah de Bakú (del persa: آتشگاه, Ātashgāh, azerí: Atəşgah), a menudo llamado el Templo del Fuego de Bakú es un templo religioso con forma de castillo en la ciudad de Surakhani (en Suraxanı raion), un suburbio de Bakú, Azerbaiyán.
A partir de lo que se sabe por inscripciones persas e indias, el templo fue utilizado como lugar de culto hindú y zoroástrico. "Ātash" (آتش) es la palabra persa para fuego. El conjunto pentagonal, que tiene un patio rodeado de celdas para los monjes y un altar-pilar cuadrado en el medio, fue construido durante los siglos XVII y XVIII. Fue abandonado a finales del siglo XIX, probablemente debido a la disminución de la población local en la zona. La llama eterna natural se apagó en 1969, después de casi un siglo de explotación de petróleo y gas en el área, pero ahora está encendida por gasoductos de la ciudad cercana.
El Ateshgah de Bakú fue un centro filosófico y de peregrinaje de zoroastrianos del subcontinente indio noroeste, que estaban involucrados en el comercio con el área del Caspio a través de la famosa "Grand Trunk Road". Los cuatro elementos sagrados de su creencia eran: ateshi (fuego), badi (aire), abi (agua) y heki (tierra). El templo dejó de ser un lugar de culto después de 1883 con la instalación de plantas petroleras en Surakhany. El complejo se convirtió en museo en 1975. Unas 15 000 personas visitan anualmente el museo.
El Templo del Fuego "Ateshgah" fue nominado para la Lista de Sitios del Patrimonio de la Humanidad de Unesco en 1998 por Gulnara Mehmandarova. El 19 de diciembre de 2007 fue declarada reserva histórico-arquitectónica estatal por decreto del Presidente de Azerbaiyán.

## Etimología
El topónimo persa Atashgah (con pronunciación rusa/azerbaiyana: Atashgyakh/Ateshgah) significa literalmente "hogar de fuego". El término de origen persa atesh (آتش) significa "fuego", y es una palabra prestada en azerbaiyano; está etimológicamente relacionado con el védico अथर्वन् atharvan. Gah (گاہ) deriva del persa medio y significa "trono" o "cama" y es idéntico al sánscrito gṛha गृह para "casa", que en el uso popular se convierte en gah. El nombre se refiere al hecho de que el sitio está situado encima de un campo de gas natural ahora agotado, que una vez causó incendios naturales que ardían espontáneamente allí cuando el gas emergía a la superficie por siete respiraderos naturales. En la actualidad, los fuegos del complejo se alimentan con gas entrante desde Bakú y solo se encienden para beneficio de los visitantes.
Surakhani, el nombre de la ciudad donde se encuentra Ateshgah, probablemente significa "región de agujeros" (سراخ/suraakh es persa para "agujero"), pero quizás también podría ser una referencia al resplandor del fuego (سرخ/sorkh/surkh es persa para "rojo"). Un nombre alternativo histórico para Azerbaiyán en su conjunto ha sido Odlar Yurdu, que en azerí significa "tierra de fuego". La etimología en sánscrito para Surakhani es "mío de los dioses" de sura que representa a los "dioses", que se oponen a los asuras, los demonios.
Surakhany en tati (el idioma de Surakhany, cercano al persa) significa "agujero con la fuente".

## Historia
Surakhani se encuentra en la Península de Absherón, que es famosa por ser una zona donde el petróleo rezuma naturalmente del suelo y las llamas arden perpetuamente, como en Yanar Dag, alimentadas por vapores de hidrocarburos naturales que emanan de la roca.
En el siglo VII, en la geografía armenia Ashkharatsuyts, atribuida a Anania Shirakatsi, se menciona un lugar llamado Yotnporakyan Bagink (“Lugar con siete agujeros adorados”) en la provincia de Paytakaran, que se cree que es Ateshgah. El historiador armenio del siglo VIII, Ghevond, describiendo una invasión jázara de la Albania caucásica en el 730 d. C., mencionó el área "Atshi-Baguan". Sarah Ashurbeyli señala que el Atsh es Atesh ("fuego") distorsionado y Atshi-Baguan significa "Fuegos de Baguan", refiriéndose a Bakú. La palabra Baguan proviene de la palabra Baga, que significa "Dios" en persa antiguo, y Bhaga, भग, también significa "Dios" en sánscrito.
"Siete hoyos con fuegos eternos" fueron mencionados por el viajero alemán Engelbert Kaempfer, quien visitó Surakhani en 1683.
Al-Istajri (siglo X) mencionó que no lejos de Bakú (es decir, en la península de Apsheron) vivían adoradores del fuego. Esto fue confirmado por Movsés Kaghankatvatsí en su referencia a la provincia de Bhagavan ("Campos de los Dioses", es decir, "Dioses del Fuego").
En el siglo XVIII, Atashgah fue visitado por zoroastrianos. La inscripción Naskh de escritura persa sobre la abertura de entrada de una de las celdas, que habla de la visita de los zoroastrianos de Isfahán:
Inscripción persa:

آتشی صف کشیده همچون دک

جیی بِوانی رسیده تا بادک
سال نو نُزل مبارک باد گفت
 
خانۀ شد رو سنامد (؟) سنة ۱۱۵٨

Transliteración de la inscripción persa:
ātaši saf kešide hamčon dak
jey bovāni reside tā bādak
sāl-e nav-e nozl mobārak bād goft
xāne šod ru *sombole sane-ye hazār-o-sad-o-panjāh-o-haštom
Traducción:
Los incendios hacen fila
Esfahani Bovani llegó a Badak [Baku]
"Bendito el espléndido Año Nuevo", dijo:
La casa fue construida en el mes de Ear en el año 1158.
El año 1158 AH corresponde al 1745 d. C. Bovan (moderno Bovanat) es el pueblo cerca de Esfahán. La palabra Badak es un diminutivo de Bad-Kubeh. (El nombre de Bakú en las fuentes de los siglos XVII y XVIII era Bad-e Kube). Al final de la referencia está la constelación de Sombole/Virgo (agosto-septiembre). En el nombre del mes, el maestro cambió por error la "l" y la "h" al final de la palabra. Según el calendario zoroástrico, el Año Nuevo de Qadimi en 1745 d. C. fue en agosto.
La información interesante sobre el zoroastrismo en Bakú la da D. Shapiro en A Karaite de Wolhynia se encuentra con un zoroastriano de Bakú. Avraham Firkowicz, un coleccionista caraíta de manuscritos antiguos, escribió sobre su encuentro en Darband en 1840 con un adorador del fuego de Bakú. Firkowicz le preguntó: "¿Por qué adoras al fuego?" El adorador del fuego respondió que no adoraba al fuego, sino al Creador simbolizado por el fuego, una "materia" o abstracción (y por lo tanto, no una persona) llamada Q’rţ’ . Pahlavi Q’rţ’  (de Avestan kirdar o sánscrito kṛt y कर्ता) significa" alguien que hace "o "creador".
Según el famoso Parsi Dastur J.J. Modi, quien investigó el santuario: "Me convencí de que este lugar no tiene nada que ver con los parsis. No es un parsi Atash Kadeh sino un templo hindú".

### Estructura

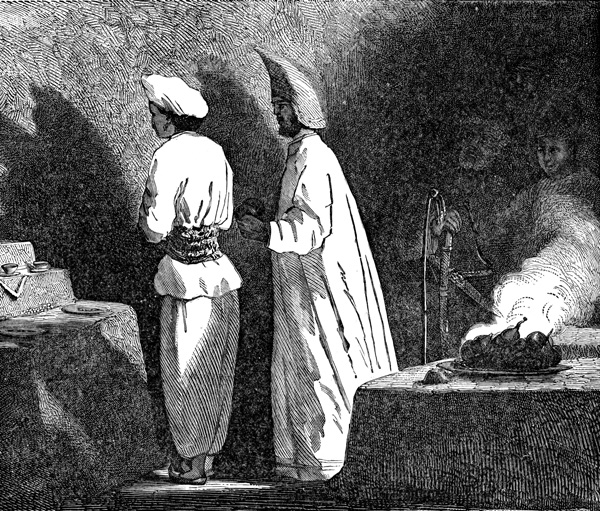
Ceremonia de Guebre en el templo de Ateshgah

Algunos eruditos han especulado que el Ateshgah pudo haber sido un antiguo santuario zoroástrico que fue diezmado por los ejércitos islámicos invasores durante la conquista musulmana de Persia y sus regiones vecinas. También se ha afirmado que, "según fuentes históricas, antes de la construcción del Templo Indio del Fuego (Atashgah) en Surakhani a finales del siglo XVII, la población local también adoraba en este sitio debido a los 'siete hoyos con llama ardiente'."
El fuego se considera sagrado en el hinduismo y el zoroastrismo (como Agni y Atar respectivamente), y se ha debatido si el Atashgah era originalmente una estructura hindú o zoroastriana. El tridente montado sobre la estructura suele ser un símbolo sagrado claramente hindú (como el Trishula, que comúnmente se monta en los templos) y los eruditos zoroástricos lo han citado como una razón específica para considerar el Atashgah como un sitio hindú. Sin embargo, una presentación azerí sobre la historia de Bakú, que llama al santuario un "templo hindú", identifica al tridente como un símbolo zoroástrico de "buenos pensamientos, buenas palabras y buenas acciones", aunque el símbolo del tridente no lo es asociado con el zoroastrismo.
Uno de los primeros comentaristas europeos, Jonas Hanway, clasificó a los zoroastrianos, sijs e hindúes con respecto a sus creencias religiosas: "Estas opiniones, con algunas alteraciones, todavía las mantienen algunos de la posteridad de los antiguos indios y persas, a quienes se les llama Gebers o Gaurs, y son muy celosos en preservar la religión de sus antepasados, particularmente en lo que respecta a su veneración por el elemento fuego". Geber es un término persa para los zoroastrianos, mientras que los gaurs son una casta sacerdotal hindú. Un erudito posterior, A. V. Williams Jackson, hizo una distinción entre los dos grupos. Si bien afirmó que "las características típicas que menciona Hanway son claramente indias, no zoroastrianas" basadas en los atuendos y tilakas de los adoradores, sus dietas estrictamente vegetarianas y su abierta veneración por las vacas, dejó abierta la posibilidad de que unos pocos "Gabrs reales (es decir, zoroastrianos , o Parsis)" también puede haber estado presente en el santuario junto con grupos más grandes de hindúes y sijs.

### Peregrinos y residentes locales indios

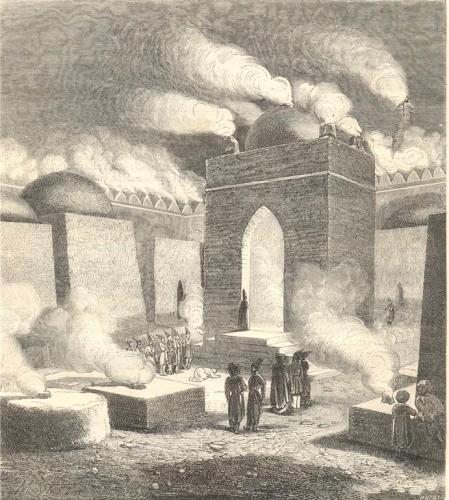
Grabado del templo

A finales de la Edad Media, había importantes comunidades indias en Asia Central. En Bakú, los comerciantes indios de la región de Multán de Punyab controlaban gran parte del comercio, junto con los armenios. Gran parte de la carpintería para los barcos en el Caspio también fue realizada por artesanos indios. Algunos comentaristas han teorizado que la comunidad india de Bakú pudo haber sido responsable de la construcción o renovación del Ateshgah.
A medida que los académicos y exploradores europeos comenzaron a llegar a Asia Central y el subcontinente indio, documentaron encuentros con docenas de hindúes en el santuario, así como peregrinos sij en ruta en las regiones entre el norte de la India y Bakú.
En Reise durch Russland (1771) de Samuel Gottlieb Gmelin se cita en Reise in den Caucasus (Stuttgart, 1834) de Karl Eduard von Eichwald, donde se dice que el naturalista Gmelin observó que los devotos realizaban austeridades yoguis. El geólogo Eichwald se limita a mencionar la adoración de Rama, Krishna, Hánuman y Agni. En el relato de 1784 de George Forster del Servicio Civil de Bengala, la estructura cuadrada tenía unos 30 metros de ancho, estaba rodeada por un muro bajo y contenía muchos apartamentos. Cada uno de ellos tenía un pequeño chorro de fuego sulfuroso que salía de un embudo "construido con la forma de un altar hindú". El fuego se utilizaba para la adoración, la cocina y el calor, y se extinguía con regularidad.
"El Templo de Ateshgah no se parece a un caravasar normal de la ciudad, una especie de posada con un gran patio central, donde las caravanas se detenían para pasar la noche. Sin embargo, a diferencia de las caravanas, el templo tiene el altar en el centro con pequeñas celdas para los asistentes - ascetas indios que se dedicaron al culto del fuego - y para los peregrinos que se alineaban en las paredes".

### Peregrinos y residentes locales de Zoroastro

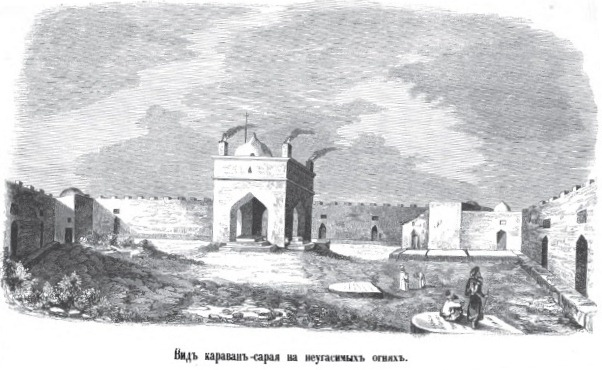
Dibujo del templo del libro "Viaje en Daguestán y el Cáucaso"

Hay algunos datos de que además de los hindúes en el templo estaban presentes zoroastrianos (parsis y guebres) y sijs. Chardin, en el siglo XVII, informó sobre los Guebres persas, que adoraban el fuego ardiente para siempre que se encontraba en un viaje de dos días desde Shemakha (en el Apsheron).
Engelbert Kaempfer, quien visitó Surakhany en 1683, escribió que entre las personas que adoraban el fuego, dos hombres son descendientes de persas que emigraron a la India.
El jesuita francés Villotte, que vivió en Azerbaiyán desde 1689, informa que Ateshgah era venerado por hindúes, sikhs y zoroastrianos, los descendientes de los antiguos persas.
El viajero alemán Lerch que visitó el templo en 1733, escribió que aquí hay 12 Guebres o antiguos adoradores del fuego persas».
J. Hanway visitó Bakú en 1747 y dejó pocos registros de Ateshgah. A la gente que adoraba el fuego en Ateshgah los llama "indios", "persas" y "guebres".
S. Gmelin, quien visitó Ateshgah en 1770, escribió que en el presente Ateshgah vivían indios y descendientes de los antiguos Guebres.
En 1820 el cónsul francés Gamba visita el templo. Según Gamba, aquí vivían hindúes, sijs y zoroastrianos, seguidores de Zoroastro.
El inglés Ussher visitó Ateshgah el 19 de septiembre de 1863. Lo llama "Atash Jah" y dijo que hay peregrinos de India y Persia. El barón alemán Max Thielmann visitó el templo en octubre de 1872 y en sus memorias escribió que la comunidad parsi de Bombay envió aquí un sacerdote que después de unos años será reemplazado. Su presencia es necesaria, porque aquí vienen los peregrinos de las afueras de Persia (Yazd, Kerman) y de la India y permanecen en este lugar sagrado durante varios meses o años.
En 1876, el viajero inglés James Bruce visitó Ateshgah. Señaló que Bombay Parsi Punchayat proporciona una presencia permanente en el templo de su sacerdote. Pierre Ponafidine visitó el templo al mismo tiempo y mencionó a dos sacerdotes de Bombay. E. Orsolle, que visitó el templo después de Bruce, dijo que después de la muerte del sacerdote parsi en 1864, el parsi Punchayat de Bombay unos años más tarde envió a otro sacerdote aquí, pero los peregrinos que vinieron aquí desde la India e Irán ya han olvidado el santuario y en 1880 no había nadie. O'Donovan visitó el templo en 1879 y se refiere al culto religioso de Guebres.
En 1898 en la revista «Hombres y mujeres de la India» se publicó un artículo titulado "El antiguo templo zoroástrico en Bakú. El autor llama a Ateshgah como" templo parsi ", y señala que el último sacerdote zoroástrico fue enviado allí hace unos 30 años ( es decir, en la década de 1860). J. Henry en 1905, en su libro también señaló que hace 25 años (es decir, aproximadamente en 1880) en Surakhani murió el último sacerdote parsi.
El Parsi Dastur J.J. Modi, que visitó el sitio en 1925, enfatizó que no era un templo zoroástrico debido a su diseño y otras consideraciones. Creía que era un templo hindú.

### Inscripciones y período probable de construcción

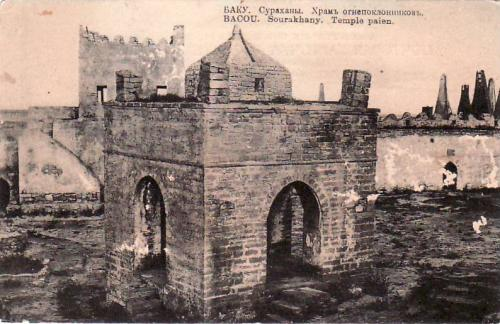
Ateshgah, principios del siglo XX

Hay varias inscripciones en el Ateshgah. Todos están en sánscrito o punyabi, con la excepción de una inscripción persa que aparece debajo de una invocación sánscrita acompañante al Señor Ganesha y Jwala Ji. Aunque la inscripción persa contiene errores gramaticales, ambas inscripciones contienen la misma fecha de 1745 de la Era Común (Samvat/ संवत 1802/१८०२ y Hijri 1158/١١٥٨). Tomadas en conjunto, las fechas de las inscripciones van desde Samvat 1725 hasta Samvat 1873, que corresponde al período comprendido entre 1668 EC y 1816 EC. Esto, junto con la evaluación de que la estructura parece relativamente nueva, ha llevado a algunos estudiosos a postular el siglo XVII como su período probable de construcción. Un informe de prensa afirma que existen registros locales que afirman que la estructura fue construida por la comunidad de comerciantes hindúes de Bakú alrededor de la época de la caída de la dinastía Shirvanshah y la anexión del Imperio ruso después de la Guerra ruso-persa (1722-1723).
Las inscripciones del templo en sánscrito (en escritura Nagari Devanagari) y Punjabi (en escritura Gurmují) identifican el sitio como un lugar de culto hindú y sij, y afirman que fue construido y consagrado para Jwala Ji, la moderna deidad hindú del fuego. Jwala (जवाला/ज्वाला) significa llama en sánscrito (cf. cognados indoeuropeos: guelh protoindoeuropeo, inglés: resplandor, lituano: zvilti) y Ji es un honorífico utilizado en el subcontinente indio. Hay un famoso santuario de Jwala Ji en el Himalaya, en el asentamiento de Jawalamukhi, en el distrito de Kangra de Himachal Pradesh, India, con el que Atashgah tiene un gran parecido y en el que algunos estudiosos (como AV Williams Jackson) sugirieron la estructura actual. puede haber sido modelado. Sin embargo, otros eruditos han declarado que algunos devotos de Jwala Ji solían referirse al santuario Kangra como el "Jwala Ji más pequeño" y al santuario de Bakú como el "Jwala Ji mayor". Otras deidades mencionadas en las inscripciones incluyen a Ganesha y Shiva. Las inscripciones en lengua punjabi son citas del Adi Granth, mientras que algunas de las en sánscrito se extraen del texto Sat Sri Ganesaya namah.

### Examen por sacerdotes zoroástricos

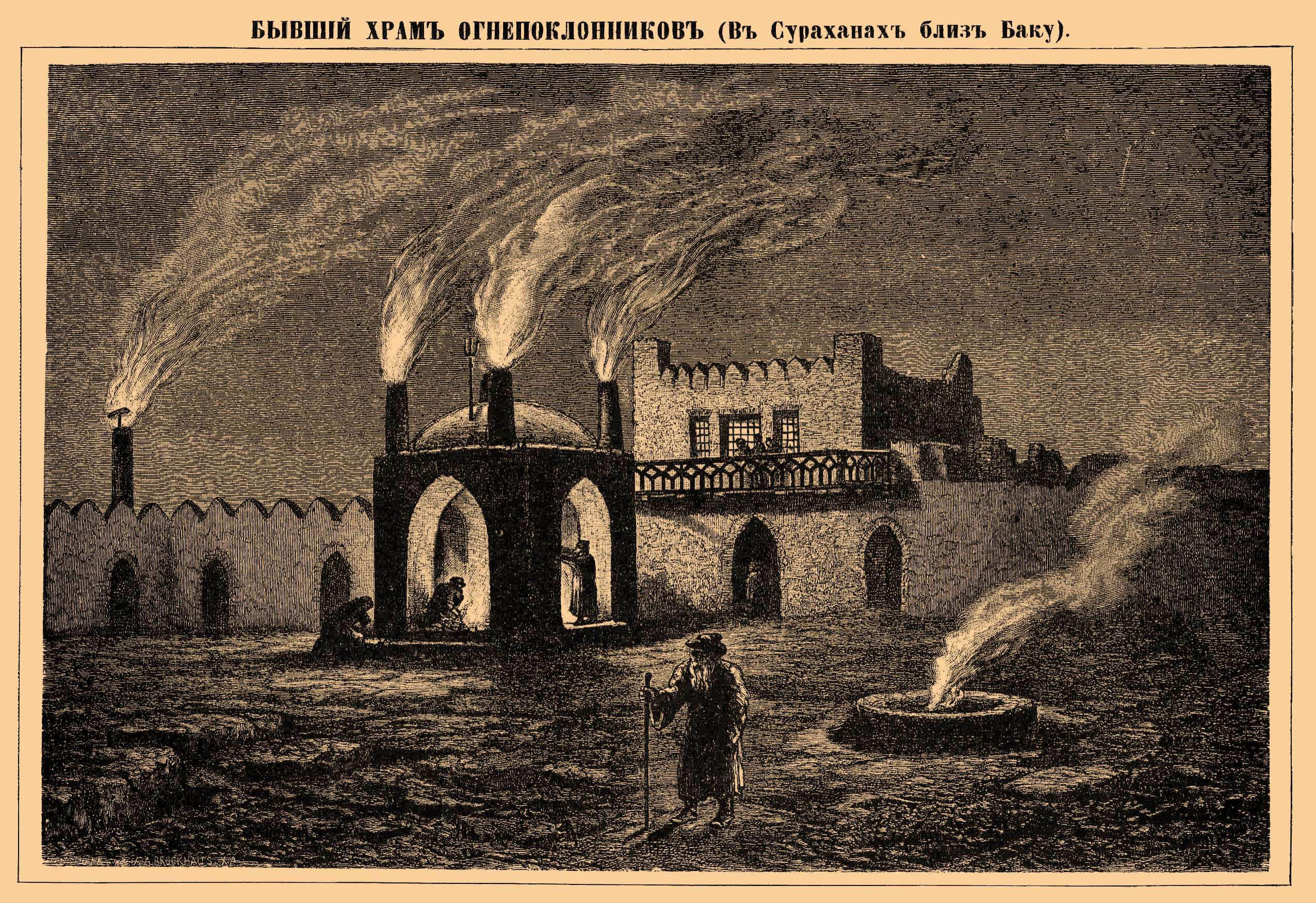
Ilustración del Diccionario enciclopédico Brockhaus y Efron (1890-1907)

En 1876, James Bryce visitó la región y descubrió que "el producto mineral más notable es la nafta, que brota en muchos lugares, pero más profusamente cerca de Bakú, en la costa del Caspio, en fuertes manantiales, algunos de los cuales se dice que siempre están ardiendo". Sin hacer referencia a los Atashgah por su nombre, mencionó de los zoroastrianos que "después de que fueron extirpados de Persia por los mahometanos, que los odian amargamente, algunos de vez en cuando se escabulleron aquí en peregrinaje" y que "bajo el dominio más tolerante del Zar, un sacerdote solitario del fuego es mantenido por la comunidad parsi de Bombay, que habita un pequeño templo construido sobre uno de los manantiales".
El templo fue examinado a finales del siglo XIX y principios del XX por Parsi dasturs, algunos de los cuales también habían visitado el Jwala Ji en Kangra en el Himalaya. Basándose en las inscripciones y la estructura, su evaluación fue que el templo era un santuario hindú y sij. En 1925, un sacerdote y académico de Zoroastro Jivanji Jamshedji Modi viajó a Bakú para determinar si el templo había sido alguna vez un lugar de culto de Zoroastro. Hasta entonces (y nuevamente hoy), el sitio fue visitado por peregrinos zoroástricos de la India. En sus Viajes fuera de Bombay, Modi observó que "no solo yo, sino cualquier parsi que esté un poco familiarizado con la religión de nuestros hermanos hindúes o sikh, sus templos y sus costumbres, después de examinar este edificio con sus inscripciones, arquitectura, etc., concluiría que este no es un Atash Kadeh [zoroastriano] sino un templo hindú cuyos brahmanes (sacerdotes) solían adorar al fuego (sánscrito: Agni)".
Además de la evidencia física que indica que el complejo era un lugar de culto hindú, las características estructurales existentes no son consistentes con las de ningún otro lugar de culto zoroástrico o sij (por ejemplo, celdas para ascetas, chimenea abierta a todos los lados, pozo de osario y no hay fuente de agua. No se puede descartar que el sitio haya sido alguna vez un lugar de culto zoroástrico. Como templo hindú se considera que pertenece a uno de los cuatro templos de fuego Jwala Ji más importantes.
J. Unvala visitó el templo en 1935 y señaló que su estructura es de puro estilo sasánida.

### Agotamiento del gas natural

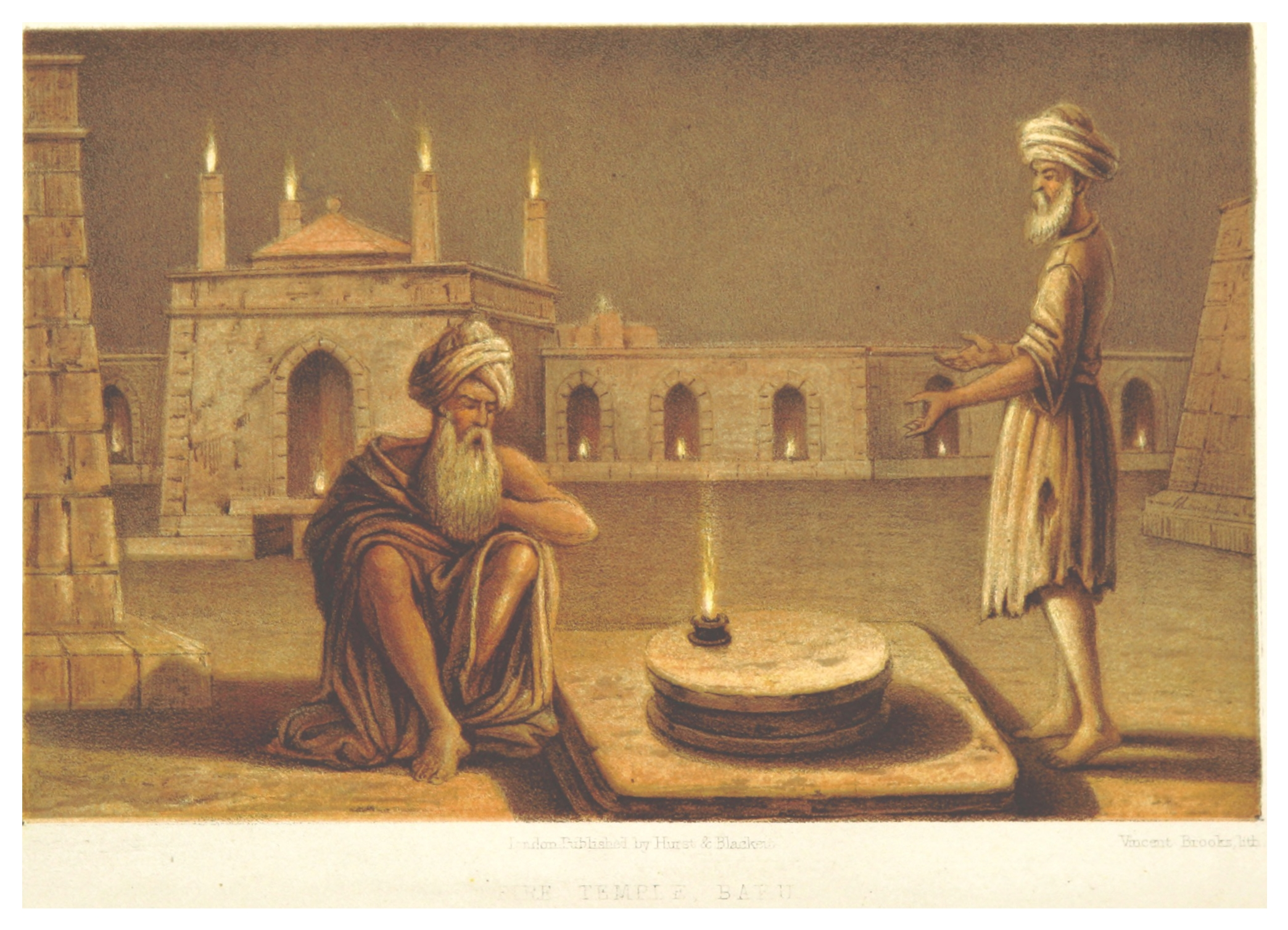
El templo del fuego de Bakú, c. 1860

El fuego una vez fue alimentado por un respiradero de un campo de gas natural subterráneo ubicado directamente debajo del complejo, pero la fuerte explotación de las reservas de gas natural en el área durante el gobierno soviético provocó que la llama se apagara en 1969. Hoy, el fuego del museo se alimenta por tuberías de gas de la ciudad de Bakú.

### Visita reclamada por el zar Alejandro III

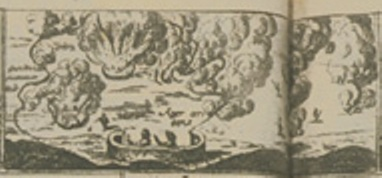
Siete fuegos sagrados y el recinto del templo venerado en Surakhany

Hubo afirmaciones locales sobre un dastur zoroástrico visitante en 1925 de que el zar ruso Alejandro III, que estaba en Bakú en 1888, fue testigo de los rituales de oración de fuego hindú en este lugar. Sin embargo, esta última afirmación no se había verificado.

## Reconocimiento público

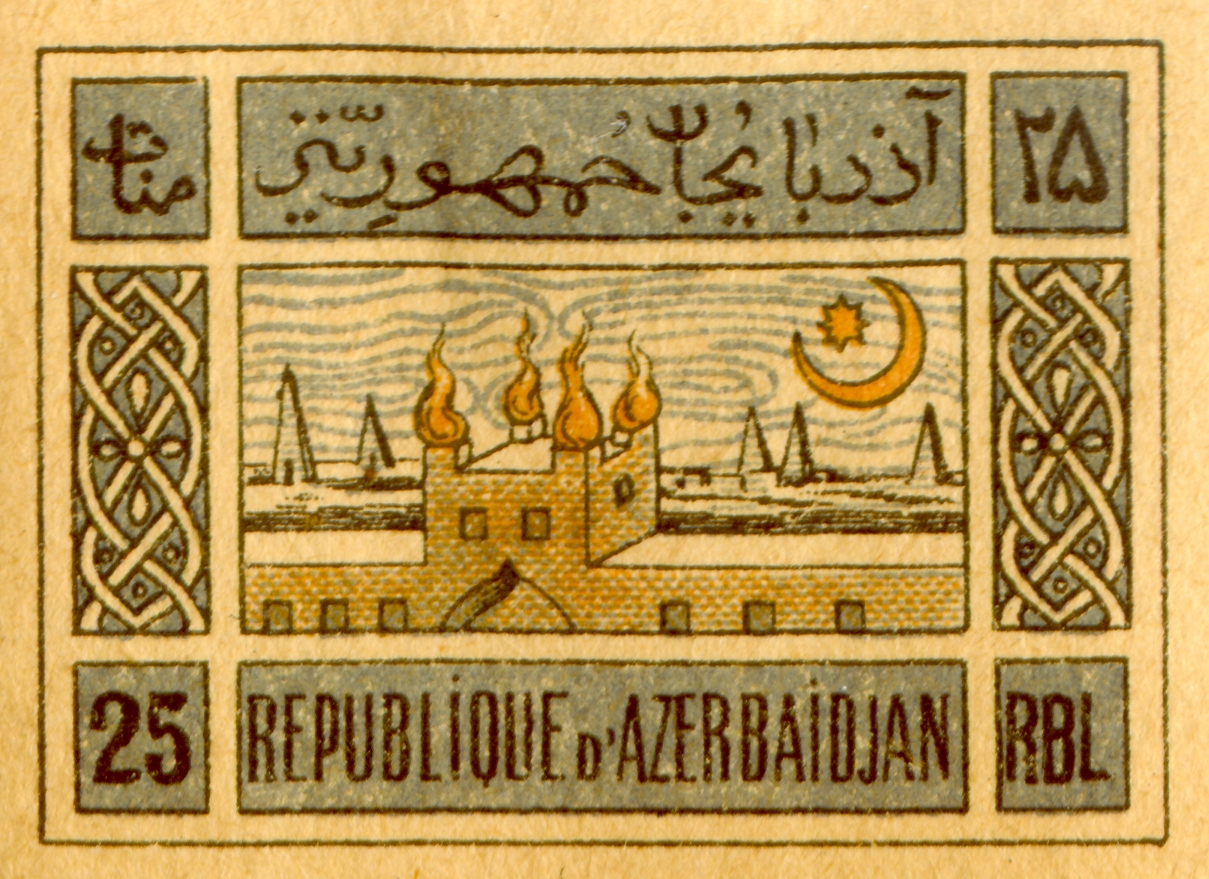
El Templo del Fuego de Bakú en un sello postal de Azerbaiyán emitido en 1919

Se incluyó una ilustración del Templo del Fuego de Bakú en dos denominaciones de la primera edición de sellos postales de Azerbaiyán, lanzada en 1919. Cinco torres de perforación de petróleo aparecen en el fondo.
Por orden presidencial emitida en diciembre de 2007, el complejo del santuario, que hasta ahora había sido oficialmente asociado con el "Museo-Reserva Estatal Histórico y Arquitectónico del Complejo del Palacio de Shirvanshah" (Государственного историко-архитектурного музея-заповедника «Комплекс Дворца Ширваншахов») fue declarado como una reserva distinta por el gobierno azerí (la "Reserva arquitectónica histórica del estado del templo de Ateshgah, Государственным историко-архитектурным заповедником «Храм Атешгях»).
En julio de 2009, el presidente azerí, İlham Əliyev, anunció una subvención de 1 millón de AZN para el mantenimiento del santuario.
En abril de 2018, la exministra de Relaciones Exteriores de la India, Sushma Swaraj, visitó y presentó sus respetos en el santuario.

## Galería

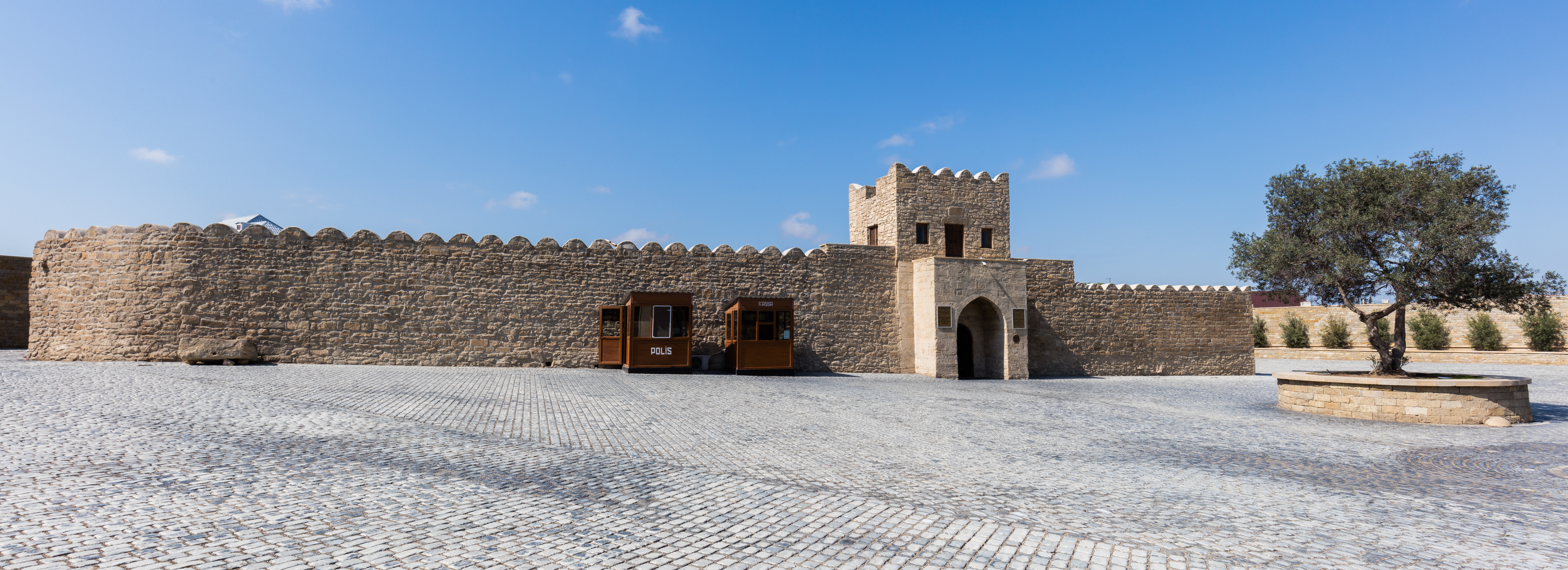
Pared externa
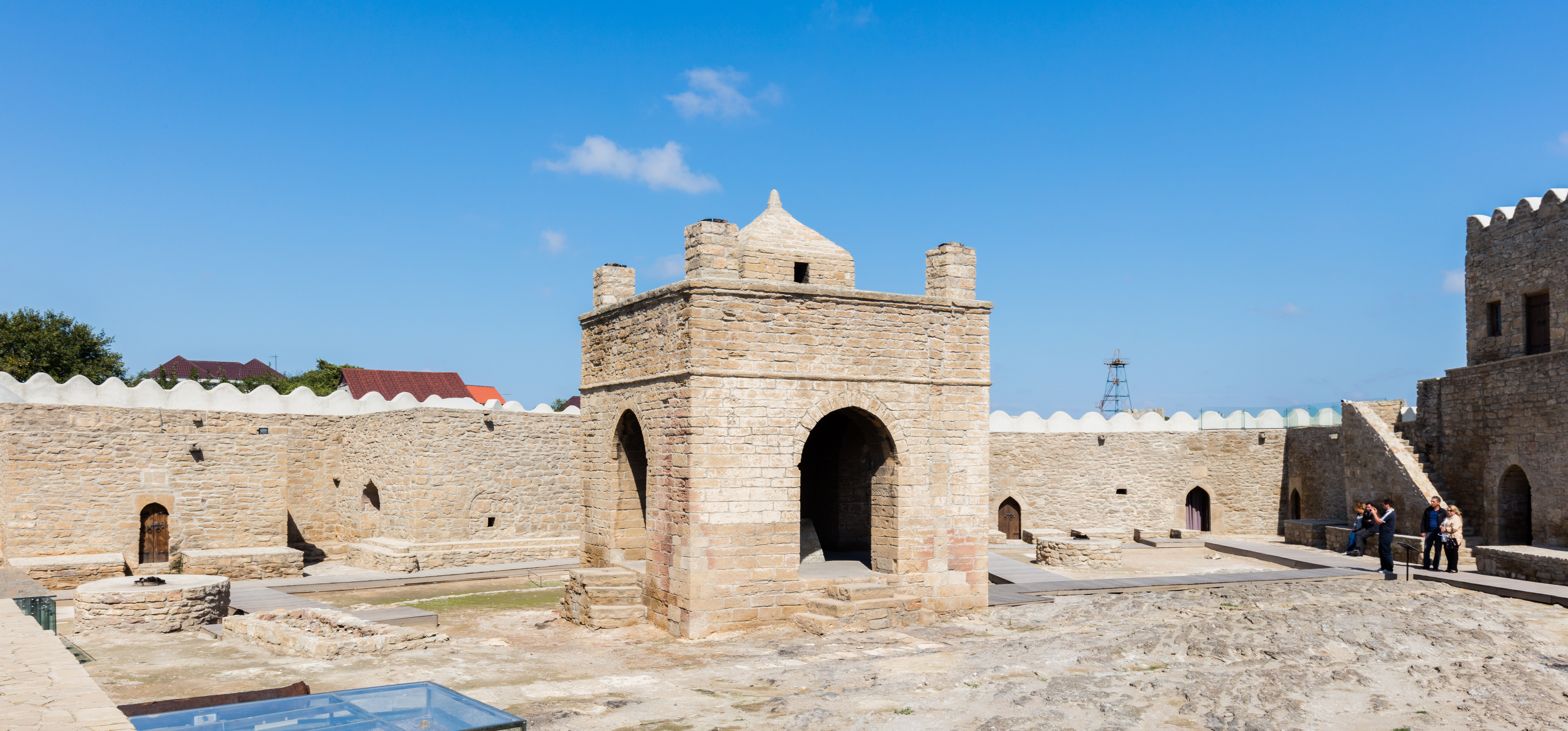
Vista general
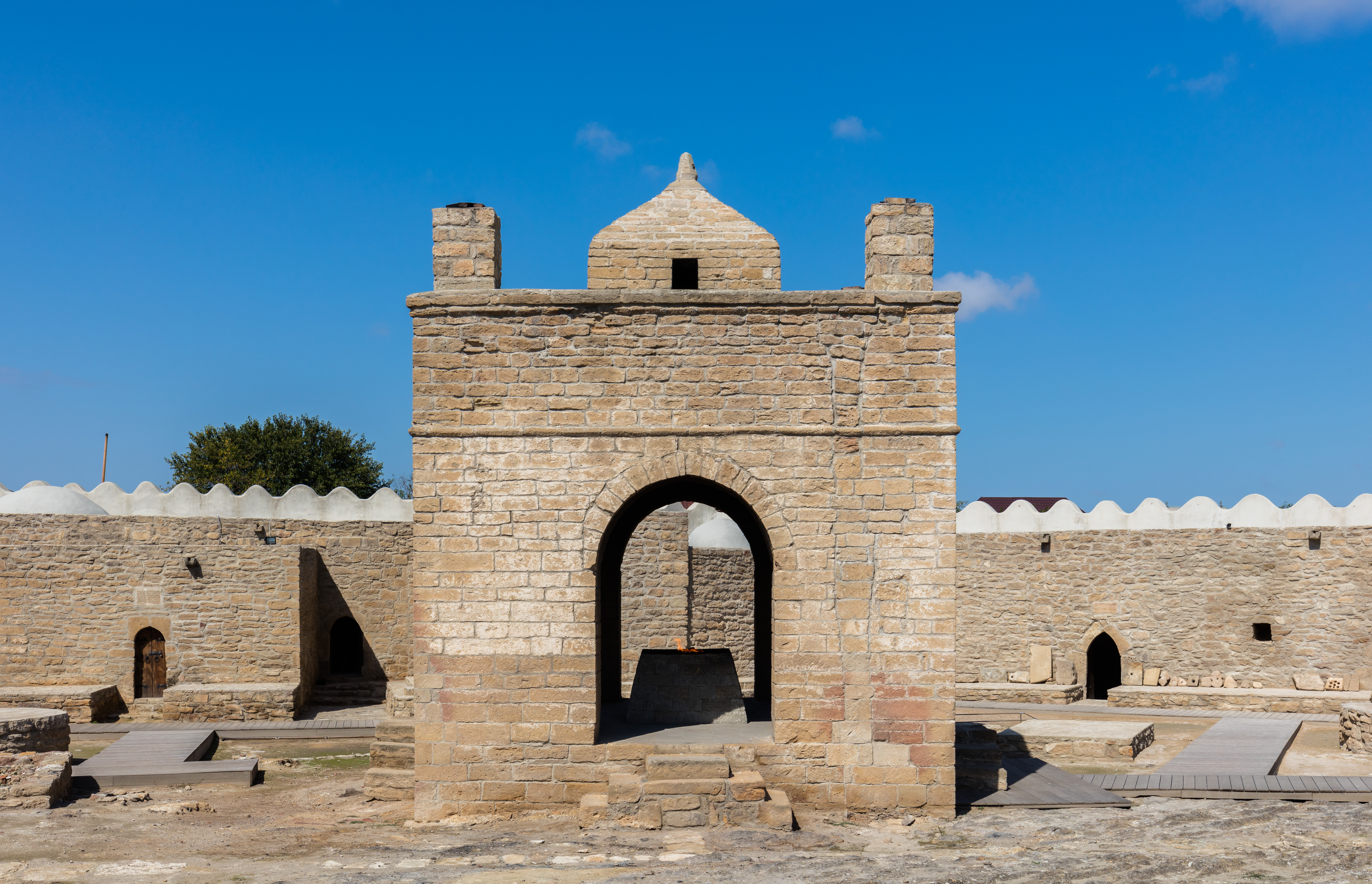
Templo central
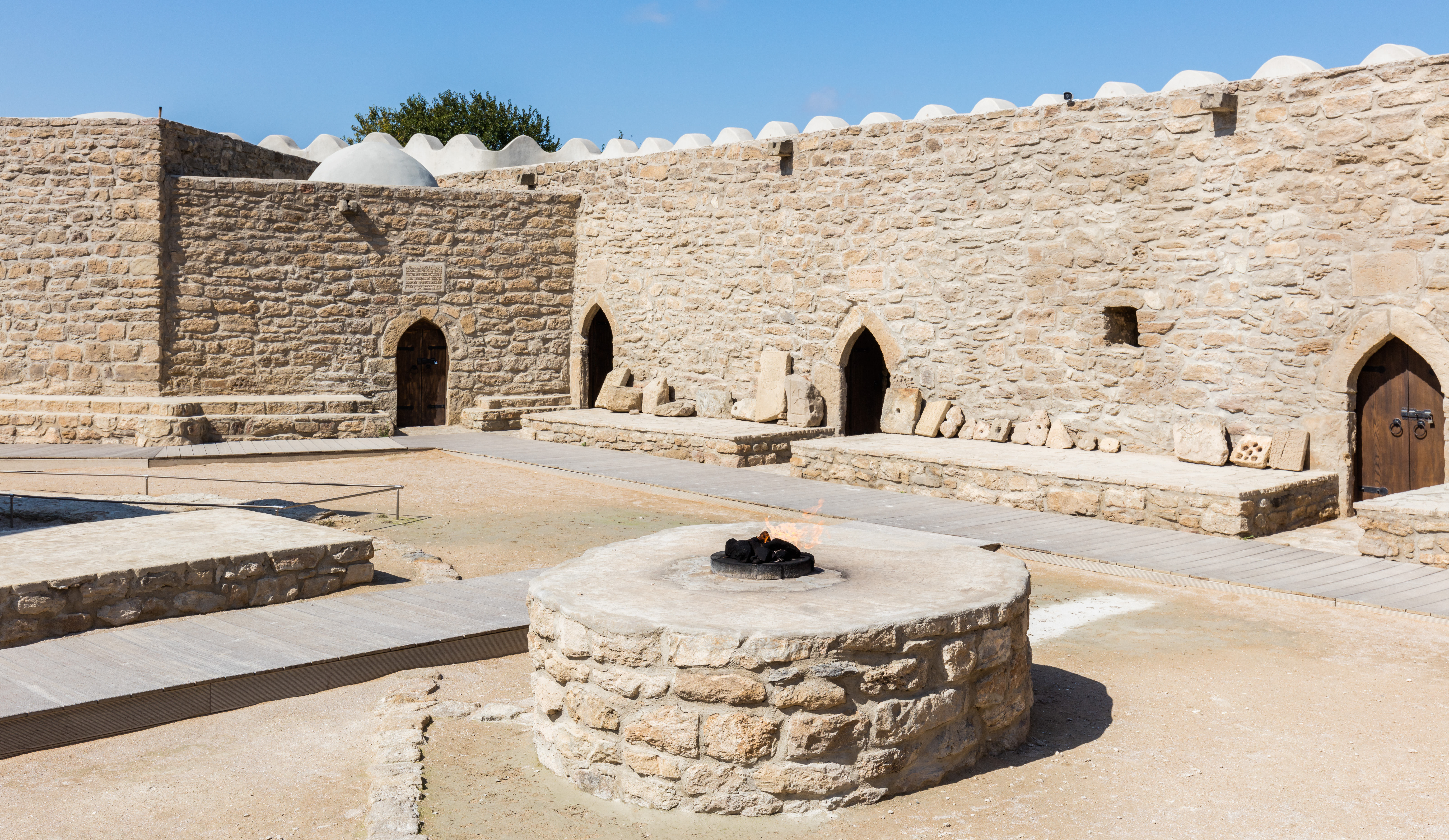
Fuego
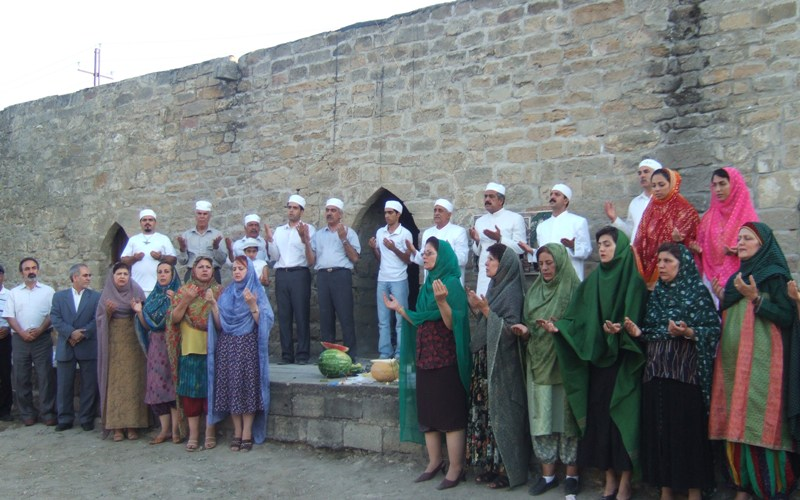
Zoroastrianos iraníes en Ateshgah